# Al-Qadisiya Sports Club
Il Qadsia Sports Club (in arabo نادي القادسية الكويتي‎?) è una società calcistica kuwaitiana, con sede a Kuwait City. 
Fondato il 20 ottobre 1960, milita nella Kuwait Premier League, la massima divisione kuwaitiana.

## Palmarès

### Competizioni nazionali
- Kuwait Premier League: 17

1968-69, 1970-71, 1972-73, 1974-75, 1975-76, 1977-78, 1991-92, 1998-99, 2002-03, 2003-04, 2004-05, 2008-09, 2009-10, 2010-11, 2011-12, 2013-14, 2015-16
- Kuwait Emir Cup: 15

1965, 1967, 1968, 1972, 1974, 1975, 1979, 1989, 1994, 2003, 2004, 2007, 2010, 2011-12, 2013.
- Kuwait Crown Prince Cup: 8

1998, 2002, 2004, 2005, 2006, 2009, 2013, 2014.
- Kuwait Federation Cup: 4

2008, 2008-09, 2010-11, 2012-13
- Kuwait Super Cup: 2

2009, 2011
- Al Kurafi Cup: 2

2002-03, 2005-06

### Competizioni internazionali
- Coppa dei Campioni del Golfo: 2

2000, 2005
- Coppa dell'AFC: 1

2014

### Altri piazzamenti
- Kuwaiti Premier League:

Secondo posto: 2005-2006, 2007-2008, 2012-2013
- AFC Champions League:

Semifinalista: 2006
- Coppa dell'AFC:

Finalista: 2010, 2013
Semifinalista: 2015
- Coppa dei Campioni del Golfo:

Finalista: 2006
Semifinalista: 2008